# Kalix församling
Kalix församling är en församling i Norra Norrbottens kontrakt i Luleå stift. Församlingen omfattar hela Kalix kommun i Norrbottens län och utgör ett eget pastorat. 

## Administrativ historik
Församlingen bildades 2018 genom en sammanläggning av Nederkalix församling och Töre församling och utgör därefter ett eget pastorat..

## Kyrkor
- Kalix kyrka
- Sangis kyrka
- Töre kyrka
- Morjärvs kyrka
- Björkfors kyrka
- Båtskärsnäs kyrka
- Malörens kapell

## Kyrkogårdar
Inom Kalix församling finns det fem olika kyrkogårdar.
- Gamla kyrkogården - den första kyrkogården i Kalix som ligger inom kyrkomuren i centrala Kalix med 63 gravplatser. [4]
- Älvkyrkogården - Kyrkogård längs Morjärvsvägen i Kalix med 1700 gravar.[5] När den började användas så kallades den för Nya Kyrkogården, men döptes senare till det nuvarande namnet efter att Skogskyrkogården tagits i bruk.
- Skogskyrkogården - 1947 togs kyrkogården i bruk och där det idag är över 3000 gravar. 2007 byggdes kyrkogården ut så att behovet för gravplatser var tillräckligt fram till 2035.
- Töre kyrkogård - Gravplats vid Töre kyrka.
- Morjärv kyrkogård - Gravplats vid Morjärvs kyrka.

### Foton

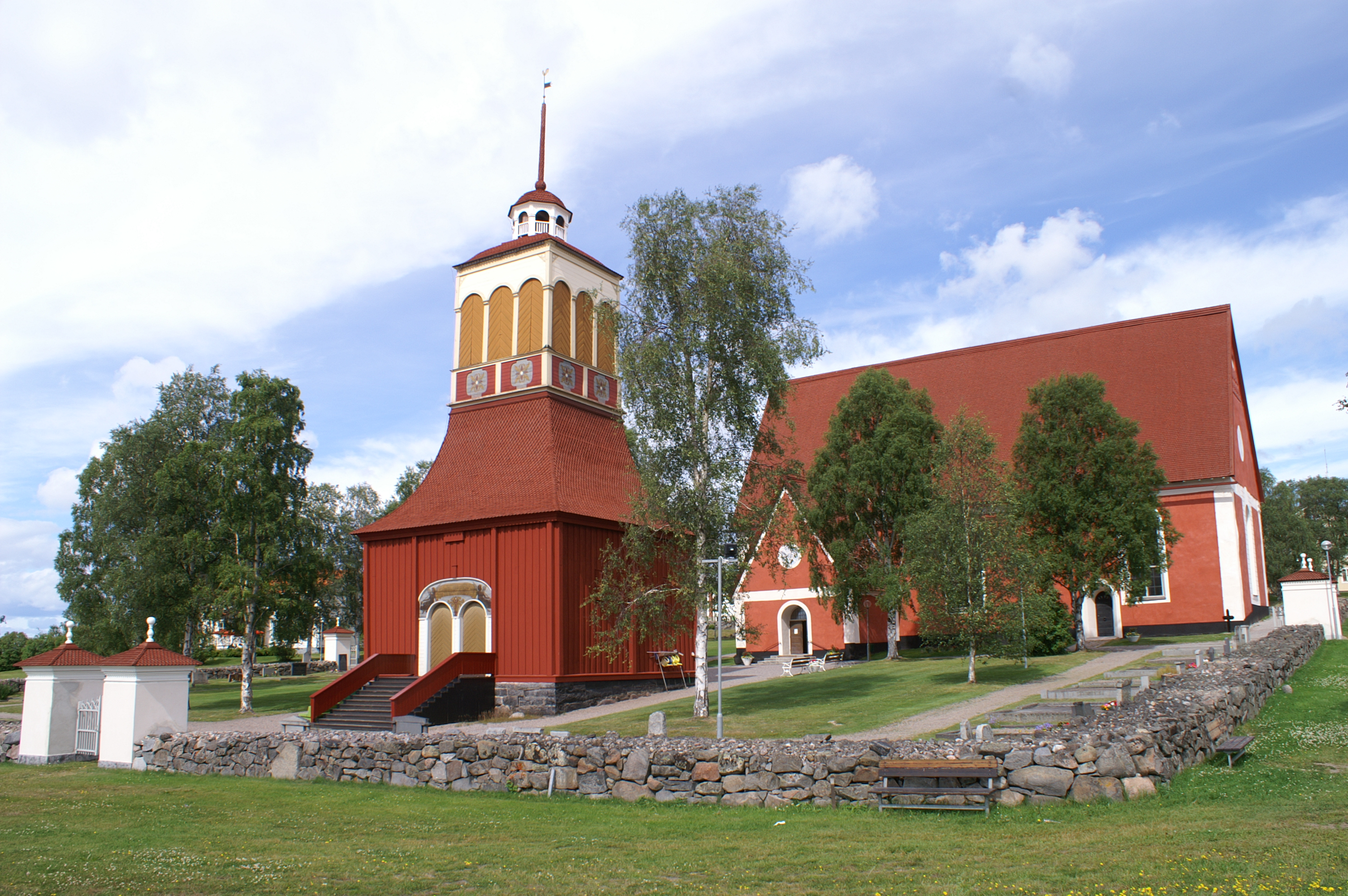
Gamla kyrkogården.
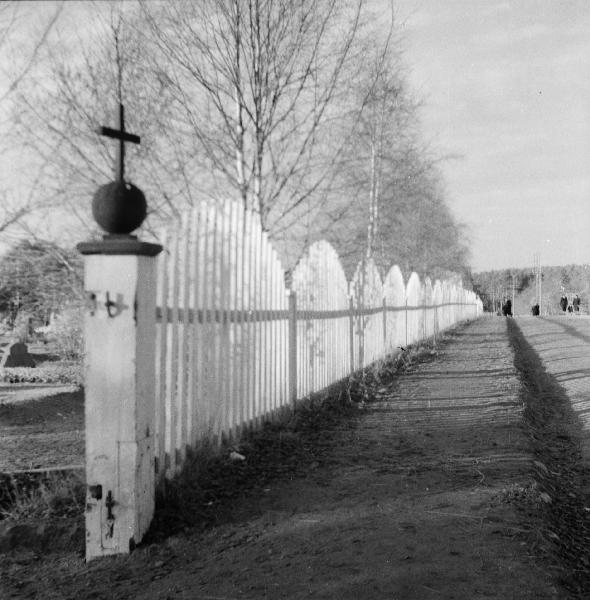
Vid Älvkyrkogården i Kalix.